# Torneo Internazionale Città di Treviso
Il Torneo Internazionale Città di Treviso è stato un torneo di tennis facente parte del Grand Prix giocato nel 1984 a Treviso in Italia su campi in sintetico indoor.

## Albo d'oro

### Singolare
| Anno | Vincitore        | Finalista        | Punteggio |
| ---- | ---------------- | ---------------- | --------- |
| 1984 | Vitas Gerulaitis | Tarik Benhabiles | 6–1, 6–1  |

### Doppio
| Anno | Vincitori                 | Finalisti                       | Punteggio |
| ---- | ------------------------- | ------------------------------- | --------- |
| 1984 | Pavel Složil Tim Wilkison | Jan Gunnarsson Sherwood Stewart | 6–2, 6–3  |